# Côm cuống dài
Côm cuống dài (danh pháp khoa học: Elaeocarpus petiolatus) là một loài thực vật có hoa trong họ Côm. Loài này được (Jacq.) Wall. mô tả khoa học đầu tiên năm 1831.